# Trstín
Trstín (bis 1948 slowakisch „Nádaš“; deutsch Nadasch, ungarisch Pozsonynádas – bis 1907 Nádas) ist ein Ort und eine Gemeinde im Okres Trnava des Trnavský kraj im Westen der Slowakei.

## Geographie

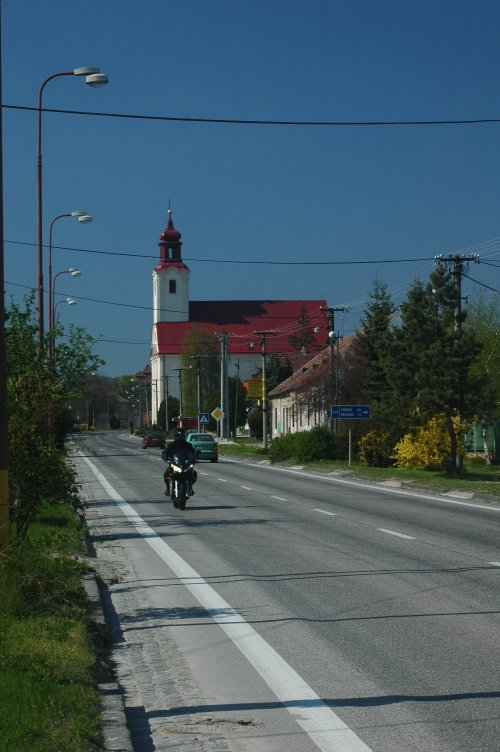
Hauptstraße und Kirche in Trstín

Die Gemeinde liegt in der Trnavská pahorkatina („Tyrnauer Hügelland“), die ein Teil des slowakischen Donautieflands ist, am oberen Verlauf der Trnávka, die westlich des Ortes fließt. Nördlich und westlich des Ortes erheben sich die Kleinen Karpaten mit dem höchsten Berg Záruby (767 m n.m.). Trstín ist 20 Kilometer von Trnava und 22 Kilometer von Senica entfernt.
Verwaltungstechnisch gliedert sich die Gemeinde in die Gemeindeteile Rosuchov und Trstín.

## Geschichte
Der Ort entstand an einer alten Handelsstraße von Ungarn über die Kleinen Karpaten nach Böhmen. Die erste schriftliche Erwähnung stammt aus dem Jahr 1256 in einer Urkunde des Béla IV., in deren die Szeklern, die als Grenzwächter dienten, erwähnt werden. Für manche Autoren ist der Ort vila Machalan (slowakisch Močidlany), ebenfalls 1256 erwähnt, gleichbedeutend mit dem heutigen Trstín. Der Ort entwickelte sich als eine landwirtschaftliche Gemeinde unter der Herrschaft der Burg Korlátka. Seit 1553 gehörte ein Teil der Familie Nyári, dann weiteren wie Motešický, Pongrác, im 19. Jahrhundert Windischgrätz und Apponyi. Seit dem 18. Jahrhundert war Nadasch ein Marktflecken.
Bis 1918 lag der Ort im Komitat Pressburg im Königreich Ungarn und kam danach zur neu entstandenen Tschechoslowakei, bzw. heute Slowakei. 1948 wurde der ungarisch klingende Name Nádaš aus nationalpolitischen Gründen in Anlehnung ans slowakische Wort trstina (= „Schilf“, ung. nád) in Trstín umgewandelt.
Zur Gemeinde gehört auch der Standort "Hájiček" mit einer urspr. romanischen Marienkirche und einem Kalvarienweg – ein Wallfahrtsort.

## Bevölkerung
| Jahr                | 1994 | 2004    | 2014    | 2024    |
| ------------------- | ---- | ------- | ------- | ------- |
| Anzahl der Personen | 1278 | 1313    | 1416    | 1369    |
| Unterschied         |      | +2,73 % | +7,84 % | −3,31 % |

| Jahr                | 2023 | 2024    |
| ------------------- | ---- | ------- |
| Anzahl der Personen | 1372 | 1369    |
| Unterschied         |      | −0,21 % |

## Verkehr
Trstín liegt an der Kreuzung der Staatsstraße 51 (tsch. Grenze – Senica – Trnava) mit der Landesstraße 502 (Bratislava – Vrbové). Westlich des Ortes liegt der Bahnhof Smolenice an der Bahnstrecke Trnava–Kúty.